# 花谷幸比古
花谷 幸比古（はなたに ゆきひこ、1950年8月9日 - ）は、日本の神職、風水学研究家、鍼灸師、柔道整復師。
元大阪府日本中国友好協会副理事長。元大阪府神社庁理事。関西インドネシア友好協会顧問。
現在、鶴見神社宮司・大宮神社宮司・学校法人森之宮医療学園理事・大阪府神社庁参与。

## 略歴
大阪市鶴見区鶴見にて出生。1968年4月 皇學館大学文学部国史学科入学。学生時代より三島由紀夫の楯の会の森田必勝・阿部勉と親交、新右翼の活動家として活動。1972年3月  大学を卒業。大阪市内の神社に奉職。大阪府日本中国友好協会に入会。夜間に鍼灸師柔道整復師の専門学校に入学。
1974年4月  柔道整復師の免許取得。1974年9月  鍼灸師の免許所得。1975年9月  鍼灸師として中国へ短期留学。1977年4月  帰国後、鍼灸整骨院開業、大阪府日中友好協会青年部として活動、中国留学生の交流を進める。反米愛国、日中軍事同盟の必要性を説く。
1978年4月  学校法人大阪鍼灸専門学校(現学校法人森之宮医療学園)鍼灸学科の講師、同校の評議員になる。
1980年4月  鶴見神社禰宜に就任。1984年4月  近江神宮宮司横井時常の弟子になる。
1987年11月  大阪市から民生委員・児童委員に任命される。
1988年4月  遠赤外線治療器ホットドームを共同開発し特許所得。学術論文「鍼灸治療と遠赤外線」発表。
1994年4月  現学校法人森之宮医療学園理事就任。
1991年2月  『古神道の気』(太陽出版)を出版・共著。1994年3月  『古神道・死者の書』(太陽出版)を出版。
1995年12月  維新政党・新風結党に参加。初代代表の魚谷哲央の要請を受け初代副財務委員長に選出される。以来維新政党の党員として活動。
1998年9月  『龍の大予言』(PHP)を出版。
1999年4月  鶴見神社宮司・大宮神社宮司、大阪府神社庁参与就任。2000年4月  大阪府日本中国友好協会理事就任。
2002年12月  「幕末入門書・志士たちの死生観」(展転社)を出版。
2003年4月  大阪府日本中国友好協会常任理事就任。2005年11月  民生委員児童委員鶴見地区長就任。2006年4月  大阪府日本中国友好協会副理事長就任。大阪府神社庁理事渉外委員長就任。関西インドネシア友好協会顧問就任。2013年4月  大阪府神社庁協議員会議長就任。2013年4月  大阪府日本中国友好協会理事長就任。

## 人物
- 花谷家の始祖は神武天皇の東征に際し、熊野路を先導して功績をあげた奈良県吉野の八咫烏、通称、鴨県主の遠祖である賀茂建角身命から始まると言われている。壬申の乱・建武の新政・吉野朝時代・天註組の変など常に天皇に味方して立ち上がる家筋のため、花谷幸も学生時代より新右翼として新左翼系の学生と対立し、陸上自衛隊での訓練の経験もあり武闘派として活動していた。新尊王攘夷派を自任していた。自決した森田必勝を先輩と呼び慕っていた。そのためか昭和45年11月25日の楯の会事件以後、一時期過激な行動のため何度も公安警察にマークされ留置されたこともあった。

- 維新政党・新風の初代代表・創始者の魚谷哲央とは学生時代よりの同志である。現行占領憲法の戦後体制の打破と自主憲法・自主独立・自主防衛の確立は新右翼と同じであるが、政党政治で変革する点ではリベラルな新右翼に偏向したといえる。ただ反米反露愛国は花谷の持論である。また幼いころより戦前の内田良平の黒龍会に属していた坪井一夫の薫陶を受けているために親中派の新右翼の筆頭格である。そのため中国共産党の幹部連中との人脈を持つ異色の新右翼である。

- 宮司としては白川神道の祭式・祝詞や鎮魂行法の唯一の継承者でもある。また、中国留学時に風水学も会得したので、風水師としての一面もある。鍼灸師としては江戸時代の岡本一抱流の鍼灸術を継承しているために度々東京に招かれて勉強会を主催していたこともある。

## 著書
- 『古神道の気』菅田正昭共著 コスモ・テン・パブリケーション 1991
- 『古神道死者の書』コスモ・テン・パブリケーション 1994
- 『「龍」の大予言――風水の秘伝「望龍術」で近未来を予測する』PHP研究所 1998
- 『幕末入門書――志士たちの生涯と死生観』展転社 2002